# Красное (озеро, Ленинградская область)
Кра́сное (Пуннус-ярви; фин. Punnusjärvi) — озеро в Ленинградской области, на Карельском перешейке. Расположено на территории Приозерского района, рядом с посёлком Коробицыно. В озеро впадает река Странница и вытекает река Красная. Принадлежит к бассейну реки Вуоксы. Входит в ООПТ «Озеро Красное».

## Физико-географическая характеристика

### География
Длина — 6,9 км, ширина — 2,8 км, площадь — 9 км².
В юго-восточной части впадает река Странница, на северо-западе вытекает река Красная, впадающая в озеро Правдинское.
Решением исполнительного комитета Ленинградского областного Совета народных депутатов от 29.03.1976 № 145 был создан ООПТ «Озеро Красное» и озеро Красное объявлено гидрологическим и геологическим памятником природы регионального значения. Общая площадь ООПТ составляет 1 012,2 га.

### Флора и фауна
В озере встречается 16 видов рыб: ряпушка, снеток, щука, плотва, уклея, лещ, язь, красноперка, густера, пескарь, налим, окунь, ёрш, судак, колюшка, а также подкаменщик, занесённый в Красные книги Российской Федерации и Ленинградской области. На  берегах обитают около 100 видов птиц.
На берегах озера растут 412 видов сосудистых растений, из которых 17 охраняются, в том числе прострел луговой, включённый в Красную книгу РСФСР и ладьян. На берегах растут заросли тростника. В озере отмечены редкие виды водорослей: сине-зелёная водоросль Woronichinia karelica и диатомовая водоросль Acanthoceras zachariai. В истоках рек Красной и Странницы обитают бобры. На всей ООПТ встречаются заяц-беляк, лисица, американская норка, а на полях и лугах крот и полёвки. 